# تنغ شاه (آبجدان)
تنغ شاه (بالفارسية: تنگ شاه) هي منطقة سكنية تقع في إيران في قسم آبجدان الريفي. يقدر عدد سكانها بـ 365 نسمة بحسب إحصاء 2016.